# 국가인권위원회법
국가인권위원회법은 국가인권위원회의 설립과 운영에 대한 법률이다. 이 법은 인권을 대한민국헌법 및 법률에서 보장하거나 대한민국이 가입, 비준한 국제인권조약 및 국제관습법에서 인정하는 인간으로서의 존엄과 가치 및 자유와 권리를 말한다. 국가인권위원회는 그 권한에 속하는 업무를 독립하여 수행하며, 국민의 인권 보호에 관한 여러 가지 활동을 담당한다.

## 적용범위
- 대한민국 국민뿐만 아니라 대한민국 영역에 있는 외국인에 대하여 적용된다.[3]

## 위원
- 위원 중 4명 이상이 여성이어야 한다.[4]
- 국가인권위원회 위원장은 국무회의에 출석하여 발언할 수 있다.[5]
- 정당의 당원은 국가인권위원회의 위원이 될 수 없다.[6]
- 위원은 다른 국가기관 또는 지방자치단체의 공무원직을 겸하거나 업무를 할 수 없으나 교육공무원직은 예외로 한다.[7]

## 국가기관과의 협의 및 의견제출
- 관계 국가행정기관 또는 지방자치단체의 장은 인권의 보호와 향상에 영향을 미치는 내용을 포함하고 있는 법령을 제정 또는 개정하고자 하는 경우 미리 국가인권위원회에 통보하여야 한다.[8]
- 위원회는 인권의 보호와 향상에 중대한 영향을 미치는 재판이 계속 중인 경우 법원 또는 헌법재판소의 요청이 있거나 필요하다고 인정할 때에는 법원의 담당 재판부 또는 헌법재판소에 법률상의 사항에 관하여 의견을 제출할 수 있다.[9]

## 위원회의 조사대상
- 헌법소원은 자기의 기본권을 침해당한 자만이 제기할 수 있는 데 반하여 국가인권위원회에 인권침해 또는 차별행위를 이유로 진정을 제기하는 것은 그 침해를 당한 사람 외에도 침해사실을 알고 있는 사람이나 단체도 가능하다.[10]
- 헌법재판소나 법원은 당사자의 청구가 없으면 심판 또는 재판절차를 진행할 수 없지만 국가인권위원회는 진정이 없는 경우에도 인권침해나 차별행위가 있다고 믿을 만한 상당한 근거가 있고 그 내용이 중대하다고 인정할 때에는 이를 직권으로 조사할 수 있다.[11]

## 조사
- 조사에 필요한 자료 등의 소재 또는 관계인에 관하여 알고자 할 때에는 그 내용을 알고 있다고 믿을 만한 상당한 이유가 있는 사람에게 질문하거나 그 내용을 포함하고 있다고 믿을 만한 상당한 이유가 있는 서류 및 그 밖의 물건을 검사할 수 있다.[12]

## 조사와 조정 등의 비공개
- 위원회의 진정에 대한 조사, 조정 및 심의는 비공개로 한다.[13]

## 같이 보기
- 국가인권위원회
- 인권
- 인격권
- 대한민국 헌법 제10조
- 대한민국 헌법 제17조